# Forces terrestres qatariennes
Pour les autres articles nationaux ou selon les autres juridictions, voir Armée de terre.
Les Forces terrestres qatariennes sont la plus grande branche des Forces armées qatariennes. En 2013, le manque d'hommes pousse le pouvoir à instaurer le service militaire obligatoire de 12 mois pour les hommes entre 18 et 35 ans.

## Unités de l'armée
En 2023 :
- 1 brigade blindée
- 3 bataillons d'infanterie mécanisés
- 1 brigade de la Garde royale
- 1 compagnie de forces spéciales
- 2 bataillons d'artillerie

## Moyens
L'armée de terre qatarie, traditionnellement équipée de matériels français,, fait surtout appel, depuis les années 2020, à des équipements allemands et turque.

### Équipements lourds

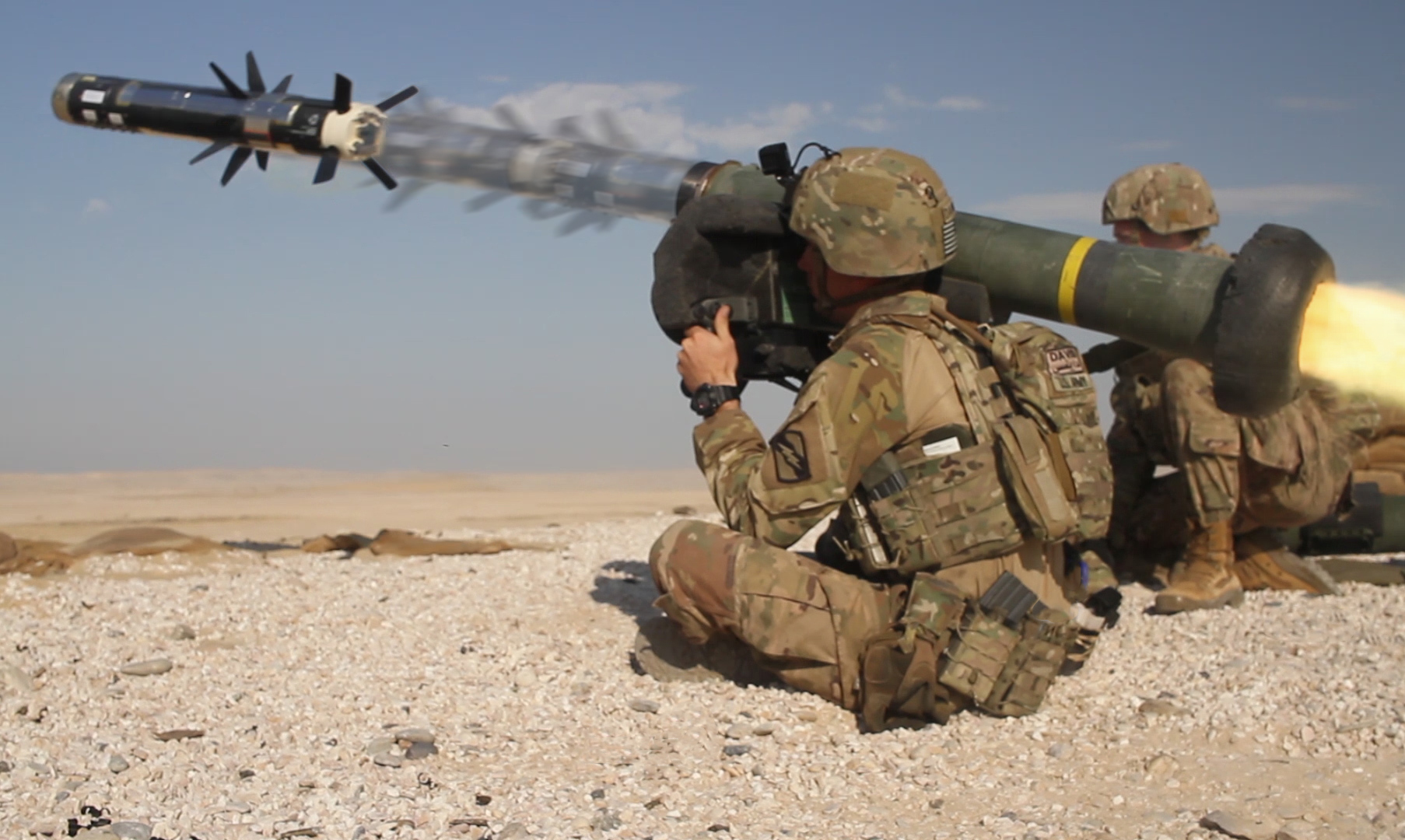
Tir d'un missile Javelin par un fantassin américain au Qatar

### Armes légères
| Arme                     | Image |
| ------------------------ | ----- |
| Heckler & Koch HK4 (en)  |       |
| SIG Sauer P226           |       |
| S & W Model 10           |       |
| Heckler & Koch MP5 A3    |       |
| Sterling MK-IV \ L2A3    |       |
| M16A-1                   |       |
| CAR-15 A1                |       |
| M4 carabine              |       |
| KCR 556                  |       |
| AK-47                    |       |
| HK21                     |       |
| M203-PI                  |       |
| M203                     |       |
| Barrett M82 A-1          |       |
| AKM                      |       |
| M2 Browning mitrailleuse |       |
| Valmet M76               |       |
| Valmet M62               |       |
| HK G3 A3                 |       |
| FN FAL 50-00             |       |
| FN MAG 60-00 \ T-14      |       |
| FN Minimi                |       |
| Mosberg Model-700        |       |

### Équipements lourds[6]
| Type                                    | Modèle                  | Origine              | Quantité en 2023 | Remarques                |
| Char de combat                          | Char de combat          | Char de combat       | Char de combat   | Char de combat           |
| --------------------------------------- | ----------------------- | -------------------- | ---------------- | ------------------------ |
| Char de combat principal                | Leopard 2A7             | Allemagne            | 62               | 62 commandés, 16 en 2017 |
| Char de combat principal                | Altay T1                | Turquie              | 0                | 100 commandés,           |
| Véhicule blindé                         |                         |                      |                  |                          |
| Véhicule de patrouille blindé           | Ejder Yalcin            | Turquie              | 342              |                          |
| Véhicule de patrouille blindé           | NMS 4x4 Yörük           | Turquie              | 214              |                          |
| Véhicule blindé de transport de troupes | VAB                     | France               | 160              |                          |
| Véhicule de patrouille blindé           | Kirpi-2                 | Turquie              | 50               |                          |
| Véhicule de combat d'infanterie         | AMX-10P                 | France               | 40               |                          |
| Véhicule anti chars d'assaut            | Mowag Piranha II        | Suisse               | 36               | Canon de 90 mm           |
| Véhicule de reconnaissance              | Fennek                  | Allemagne / Pays-Bas | 32               |                          |
| Véhicule de combat d'infanterie         | AMX-VCI                 | France               | 30               |                          |
| Véhicule anti chars                     | VAB VCAC - HOT          | France               | 24               |                          |
| Véhicule utilitaire blindé              | VBL                     | France               | 16               |                          |
| Véhicule utilitaire blindé              | Dingo-2                 | Allemagne            | 14               |                          |
| Véhicule anti chars d'assaut            | AMX-10RC                | France               | 12               |                          |
| Véhicule blindé de transport de troupes | V-150 Chaimite (en)     | Portugal             | 8                |                          |
| Véhicule militaire du génie             | WiSENT 2 (hu)           | Allemagne            | 6                | Leopard 2                |
| Char de dépannage                       | Piranha                 | Suisse               | 2                |                          |
| Char de dépannage                       | AMX-30D                 | France               | 1                |                          |
| Véhicule de patrouille blindé           | RG-31 Nyala             | Afrique du Sud       | N/C              |                          |
| Véhicule anti chars                     | Ejder Yalcin - Stugna-P | Turquie - Ukraine    | N/C              |                          |
| Artillerie                              |                         |                      |                  |                          |
| Obusier automoteur                      | PzH 2000                | Allemagne            | 24               |                          |
| Obusier                                 | G5                      | Afrique du Sud       | 12               |                          |
| Lance roquettes multiple                | PH-63                   | Chine                | N/C              |                          |
| Lance roquettes multiple                | ASTROS II Mk3           | Brésil               | 6                |                          |
| Mortier                                 | L16                     | Royaume-Uni          | 26               |                          |
| Mortier                                 | Brandt                  | France               | 15               |                          |
| Mortier automoteur                      | VAB VPM 81              | France               | 4                |                          |
| Missile balistique tactique             | B-611 (en)              | Chine                | 8                |                          |
| Défense aérienne                        |                         |                      |                  |                          |
| Canon antiaérien automoteur             | Flakpanzer Gepard       | Allemagne            | 15               |                          |
| Canon antiaérien automoteur             | KORKUT                  | Turquie              | 0                | 15 commandés             |